# Chapuisia nitida
Chapuisia nitida es un coleóptero de la familia Chrysomelidae. Fue descrita científicamente en 1912 por Weise.